# Thursday October Christian II
Thursday October Christian II (Islas Pitcairn, 1 de octubre de 1820-Islas Pitcairn, 27 de mayo de 1911) fue un líder político de las Islas Pitcairn. Era nieto de Fletcher Christian y Mauatua, e hijo de Thursday October Christian y Teraura. Fue el quinto magistrado de las Islas Pitcairn y ocupó el cargo en 1844, 1851, 1864, 1867, 1873-1874, 1880 y 1882.

## Biografía
Thursday October Christian II era hijo de Thursday October Christian, hijo del amotinado del HMS Bounty Fletcher Christian, y de su pareja Teraura, quienes llegaron a Pitcairn desde Tahití. Thursday October Christian II era el menor de siete hermanos; siendo tres cuartas partes polinesio y una cuarta parte inglés (madre tahitiana y padre mestizo).
En 1831, los habitantes de Pitcairn se fueron a Tahití, pero carecían de inmunidad contra las enfermedades locales, y muchas de ellos murieron, incluido Thursday October Christian padre, un líder comunitario respetado, y sus dos hijos y su hija. En el otoño de 1831, los diezmados habitantes de Pitcairn en Tahití regresaron a la isla Pitcairn, y con ellos el joven Thursday October Christian II. En 1838, los habitantes de Pitcairn adoptaron su constitución y comenzaron a elegir a su líder, denominado magistrado, cada año. Thursday October Christian II fue elegido para el cargo en 1842 y más tarde en 1851.
En 1856, los habitantes de Pitcairn se trasladaron de nuevo, esta vez a Norfolk. Algunos regresaron a Pitcairn a finales de 1857-1858, y otros 18 regresaron en 1864, incluido Thursday October Christian II y sus nueve hijos. Thursday October Christian II representó así al antepasado común de todos los habitantes actuales de la isla con el apellido Christian. Otras ramas familiares permanecen y viven en Norfolk.
Después de regresar a Pitcairn, la comunidad enfrentó dificultades económicas causadas por el declive de la industria ballenera estadounidense, por lo que la colonia tuvo que limitar económicamente su producción a su propio consumo. Los colonos revisaron su constitución en 1838, y en 1864 Thursday October Christian fue reelegido magistrado, con otros dos concejales, Moses Young y Mayhew Young. Luego ocupó el cargo de magistrado en 1867, 1873, 1876, 1880 y 1882. La comunidad de Pitcairn apodó a Thursday October Christian II «Duddie». Murió el 27 de mayo de 1911.

## Familia

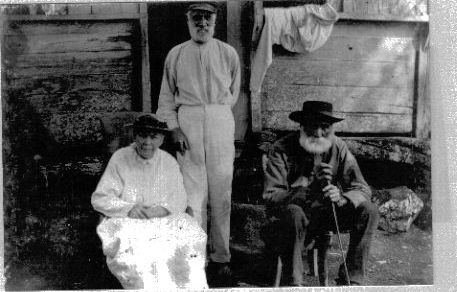
Moses Young (de pie), Albina Young y Thursday October Christian II, 1906.

Se casó con Mary Young, nieta del cadete Ned Young, uno de los amotinados del Bounty, el 24 de marzo de 1839. 
Tuvieron un total de 17 hijos, ninguno de los cuales recibió el nombre del mes del año o del día de la semana. La mayoría de ellos murieron cuando eran niños; por otro lado, tres de ellos vivieron más de 73 años y vivieron hasta la década de 1930:
| Nombre                           | Nacimiento              | Fallecimiento        | Notas |
| -------------------------------- | ----------------------- | -------------------- | --- |
| Julia Christian                  | 23 de julio de 1840     | 15 de junio de 1850  | |
| Agnes Christian                  | 6 de octubre de 1841    | 6 de abril de 1911   | Se casó con Samuel Russell Warren, un ballenero de Rhode Island. Es la antecesora de todas los Warren de la isla Pitcairn. |
| Albert Christian                 | 31 de marzo de 1843     | 19 de enero de 1861  | |
| Elias Christian                  | 7 de enero de 1845      | 7 de octubre de 1893 | Casado con Mary Young. Ancestro de Jay Warren y Mike Warren.                                                               |
| Alphonso Driver Christian        | 3 de agosto de 1846     | 14 de junio de 1921  | Casado con Sarah McCoy. Padre de Gerard Christian, abuelo de John Lorenzo Christian.                                       |
| Anna Rose Christian              | 31 de julio de 1848     | 30 de marzo de 1851  | |
| Julia Anna Rose Christian        | 9 de noviembre de 1851  | 30 de agosto de 1864 | |
| Ernest Heywood Christian         | 5 de octubre de 1853    | diciembre de 1926    | |
| Daniel Christian                 | 27 de julio de 1855     | marzo de 1904        | Casado con Harriet McCoy. Padre de Edgar Allen Christian y Frederick Martin Christian.                                     |
| Elizabeth Saidley A. Christian   | 27 de abril de 1857     | 1863                 | |
| Francis Hickson Christian        | 18 de febrero de 1859   | 3 de enero de 1938   | Casado con Eunice Young. Padre de Charles Richard Parkin Christian, antepasado de Ivan Christian y Steve Christian.        |
| William Henry Gordon Christian   | 1 de septiembre de 1860 | 22 de enero de 1934  | |
| Albert Swain Christian           | 8 de mayo de 1862       | 9 de mayo de 1862    | |
| Harriet Christian                | 22 de agosto de 1863    | 1864                 | |
| Harriet Christian                | 23 de agosto de 1864    | 19 de agosto de 1937 | Casada con Matthew Edmond McCoy.                                                                                           |
| Charles Benjamin Christian       | 1 de agosto de 1865     | julio de 1885        | |
| Mary Elizabeth Saidley Christian | abril de 1868           | 1 de junio de 1868   | |

## En la literatura
Es un personaje que aparece en la historia de Mark Twain de 1879 The Great Revolution in Pitcairn.